# Leblebi

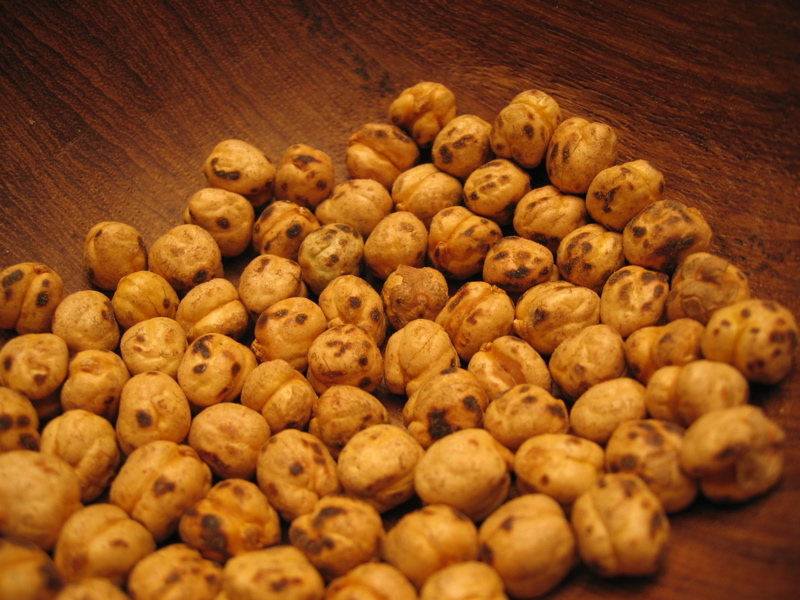
Leblebi

Leblebi ist ein Snack der türkischen Küche, der aus in Heißluft gerösteten Kichererbsen besteht und im Mittelmeerraum und im Nahen Osten weit verbreitet ist. Das Wort ist von persisch leblebū in derselben Bedeutung abgeleitet. Neben der normalen Leblebi ohne Würzung gibt es auch Leblebi mit Salz, scharfen Gewürzen oder Gewürznelken und Zucker. Bei Kindern sind Leblebi mit Zuckerguss sehr beliebt. 
In türkischen Privathaushalten werden die Kichererbsen in einer traditionellen Methode auf einer speziell dafür hergestellten Blechplatte auf der Gasflamme mit einer Flachkelle langsam geröstet. Dabei werden sie ständig kreisförmig bewegt, um eine gleichmäßige Röstung und den typischen Geschmack zu gewährleisten. Durch die Röstung bekommen die Kichererbsen eine gelbe Färbung mit schwarzen Röstpunkten. Erst durch die Röstung werden sie knackig.
In der Türkei wird Leblebi hauptsächlich in den Provinzen Denizli (Stadt Tavas), Kütahya (Stadt Tavşanlı), Çorum und Gaziantep hergestellt. Die Herstellungsmethoden unterscheiden sich regional.
Das Mehl gerösteter Kichererbsen (leblebi tozu) findet neben dem puren Verzehr (mit Puderzucker vermischt) auch anderweitig seine Verwendung in der türkischen Küche (z. B. in Süßspeisen und Kuchen oder zum Eindicken). 